# Eddie Thompson
Edgar Charles Thompson (Shoreditch, 31 mei 1925 – Londen, 6 november 1986) was een Britse jazzpianist.

## Biografie
Thompson was net als George Shearing blind en studeerde aan dezelfde blindenschool Linden Lodge in Wandsworth. Vanaf midden jaren 1940 was hij actief in het Londense jazzcircuit (werkte en passant als pianostemmer) en nam in 1948 op met het kwartet van Johnny Dankworth (met Victor Feldman aan de drums). In 1949 trad hij op tijdens de Paris Jazz Fair met de band van drummer Carlo Krahmer voor Esquire Records. Tijdens de jaren 1940 had Thompson eigen bands (trio, kwintet-opnamen bij Tempo Records) en speelde hij met Tony Crombie, Vic Ash, Tommy Whittle en Ronnie Scott, in wiens club hij in 1959/1960 huispianist was. Begin jaren 1960 speelde hij regelmatig in de Downbeat Club. In 1962 verhuisde hij naar de Verenigde Staten, waar hij goed werd ontvangen in het New Yorkse jazzcircuit, waar hij bevriend raakte met Duke Ellington, Thelonious Monk, Erroll Garner. Van 1963 tot 1967 speelde hij in het Hickory House in New York.
In 1972 keerde hij terug naar Londen. Hij speelde regelmatig in de BBC Jazz Club, had een langere verbintenis in de Jazz Cellar in Stockport en speelde ook regelmatig in de Pizza Express in London. Hij nam ook talrijke platen op met zijn trio (Len Skeat (bas), Martin Drew en later Jim Hall (drums)), o.a. voor 77 Label, Hep Records en BASF. Tijdens de jaren 1980 begeleidde hij vaak doorreizende Amerikaanse jazzmuzikanten, o.a. de na jarenlange afwezigheid weer in het Verenigd Koninkrijk optredende tenorsaxofonist Spike Robinson. Hij nam ook op met de trombonist Roy Williams. In 1985 trad hij voor de eerste keer na dertien jaar weer op in New York bij een drie weken durende verbintenis in een duo met de pianist Roger Kellaway in het Upstairs en als solopianist.

## Overlijden
Eddie Thompson overleed in november 1986 op 61-jarige leeftijd aan de gevolgen van longemfyseem.
- Bibliothèque nationale de France: cb13961752s (data)
- International Standard Name Identifier: 0000 0003 5474 4761
- Library of Congress Control Number: no2001025011
- MusicBrainz: de5317b5-7daa-4f28-b140-ee6ebce3ec19
- SNAC: w6t51s4p
- Virtual International Authority File: 54339268
- WorldCat: E39PBJmttMCTGwvyDjc9qX6qcP